# Бурбон-Парма
Линията Бурбон-Парма (на италиански: Casa di Borbone di Parma) е странична линия на испанските Бурбони, херцози на Парма (1731 – 1736, 1748 – 1802, 1847 – 1860) и велики херцози на Люксембург от 1964 г.

## Херцози на Парма

### Филипо I
През 1731 г. престава да съществува фамилията Фарнезе, управлява близо два века пармските владения. Нейната последна представителка Елизабет (Изабела), втора съпруга на испанския крал Фелипе V предава в наследство двете херцогства (Парма и Пиаченца) на своя син Филипо I (1720 – 1765), който основава новата фамилия Бурбон-Парма. През 1748 г. австрийската императрица Мария Терезия потвърждава правата му върху престола. При управлението на Филипо страната процъфтява, като владетелят покровителства изкуствата, просветата, индустрията и търговията. От брака му с Луиза-Елизабет (1727 – 1759), дъщеря на френския крал Луи XV, се раждат: Мария-Изабела (1741 – 1763), омъжена за австрийския император Йозеф II; Фердинандо I; Мария-Луиза (1751 – 1819), съпруга на испанския крал Карлос IV.

### Фердинандо I
Владенията на новия херцог Фердинандо I (1751 – 1802) са подложени на експанзия от войските на Френската република. За да ги запази, той е принуден да заплати огромни суми на правителството на Директорията. Съгласно договора от 1801 г. между Франция и Испания Фердинандо I губи Парма и Пиаченца, а в замяна получава Тоскана, където е образувано кралство Етрурия. Херцогът е женен за Мария-Амалия (1746 – 1804), дъщеря на австрийската императрица Мария Терезия. Има четири деца: Каролина (1770 – 1804), омъжена за принц Максимилиан фон Саксен-Ветин; Лодовико I; Мария-Антония (1774 – 1841) и Карлота (1777 – 1813), станали монахини.

### Лодовико I и Лодовико II (Карло II)
Лодовико I (1773 – 1803) е провъзгласен за крал на Етрурия (1802 – 1803). Той сключва брак с Мария-Луиза (1782 – 1824), дъщеря на испанския крал Карлос IV. Баща е на Лодовико II и Мария-Луиза (1802 – 1857), втора съпруга на Максимилиан фон Саксен-Ветин. Преждевременната смърт на Лодовико I възкачва на трона неговия малолетен син Лодовико II (1799 – 1883), който управлява под регентството на своята майка. През 1807 г. император Наполеон I принуждава регентката да отстъпи на Франция и Тоскана, с което е ликвидирано кралство Етрурия. За компенсация Лодовико II е провъзгласен за херцог на Лука. Десет години по-късно Лодовико II си връща властта над Парма и Пиаченца и като техен владетел приема името Карло II (1817). Неговото самостоятелно управление започва през 1824 г., когато умира майка му Мария-Луиза. Сключва брак с Мария-Тереза (1803 – 1879), дъщеря на сардинския крал Виторио-Емануеле I ди Савоа, от която има син Карло III.

### Карло III
По време на революцията от 1848 – 1849 г. Карло II абдикира в полза на сина си Карло III (1823 – 1854). Новият херцог е изключително непопулярен сред поданиците си. Негова опора са австрийските гарнизони, настанени в херцогството. През 1854 г. Карло III е убит на улицата при атентат. От брака си с Мария-Луиза (1819 – 1864), дъщеря на херцог Шарл-Фердинанд дьо Бери, той има четири деца: Маргарита (1847 – 1893), омъжена за мадридския херцог Карлос (Бурбон-Карлисти), претендент за испанския престол; Роберто I; Алиция (1849 – 1935), втора съпруга на великия херцог на Тоскана Фердинанд IV; Енрико. Най-малкият син, граф Енрико Барди (1851 – 1905), няма потомци от двата си брака: с Луиза, дъщеря на Фердинандо II, крал на Двете Сицилии, и с херцогиня Аделгунда Гимараеш, дъщеря на португалския крал Мигел I.

### Роберто I
След убийството на Карло III на престола се възкачва шестгодишният му първороден син Роберто I (1848 – 1907). Страната управлява майка му в качеството си на регентка. Тя се опитва да води умерена политика, но предизвиква недоволството на Австрия и не съумява да привлече симпатиите на народа. През 1859 г. кралство Сардиния застава начело на движението за обединение на Италия. Това предизвиква негативната реакция на Австрия. В избухналия военен конфликт пармските жители вземат страната на Сардиния. Регентката напуска Парма заедно със сина си, но не след дълго е възстановена на престола с помощта на австрийците. Поражението на хабсбургските войски при Маджента принуждават Мария-Луиза да се откаже от трона (9 юни 1859) и да емигрира заедно с Роберто I. През 1860 г. Парма и Пиаченца са включени в обединена Италия. Абдикиралият херцог се установява в Австрия, в тиролския замък Шварцау. Той се отказва окончателно от политическа дейност и се отдава на земеделие и грижи за голямото си семейство. Умира през 1907 г.
От първия брак на Роберто I с Мария-Пия (1849 – 1882), дъщеря на краля на Двете Сицилии Фердинандо II, се раждат дванадесет деца, седем от които умират рано. Пълнолетие достигат: Мария-Луиза (1870 – 1899); Енрико; Джузепе; Беатриче (1879 – 1946), омъжена за граф Пиетро Лукези-Пали; Елиас (1880 – 1959). Първородната дъщеря Мария-Луиза става княгиня на България след брака си с Фердинанд I Сакскобургготски. Венчалният обред е извършен на 20 април 1893 г. във вила „Пианоре“, близо до Пиза. Месец по-късно княгинята пристига в София. Скромна, добродетелна и образована, тя не се намесва в политическия живот на страната. Скоро след това настъпва разрив между пармското семейство и българския княз. Въпреки поетия предварително ангажимент пред папа Лъв XIII децата, родени от този брак, да получат католическо кръщение, но по искане на Русия престолонаследникът Борис преминава в лоното на православната църква. С крехко драве, Мария-Луиза умира при раждане (1899) и е погребана в католическата катедрала „Св. Лудвиг“ в Пловдив.
След смъртта на първата си съпруга Роберто I се жени за Мария-Антония (1862 – 1959), дъщеря на португалски крал Мигел I. От нея има дванадесет деца: Аделаида-Мария-Антония (1885 – 1959) и Франческа-Джузепина (1890 – 1978) станали монахини; Сикст (Систо) (1886 – 1934); Ксавие (Северио) (1889 – 1977); Цита (Зита) (1892 – 1989), омъжена за Карл I, последния император на Австро-Унгария; Феликс (Феличе) (1893 – 1970), съпруг на великата херцогиня на Люксембург Шарлота; Рене (Ренато, 1894 – 1962); Лодовико-Карло (1899 – 1967); Изабела (1898 – 1984) и Енрикета (1903 – 1987), които не сключват брак; Гаетано (1905 – 1958), женен за принцеса Маргарита фон Турн унд Таксис, от която има дъщеря Диана, омъжена за принц Франц-Йозеф фон Хоенцолерн.
Херцогската титла след смъртта на Роберто I носят последователно двамата му най-големи синове Енрико (1873 – 1950) и Джузепе (1875 – 1950). След Джузепе за херцог е провъзгласен по-малкият му брат Елиас. Той сключва брак с Мария-Ана (1882 – 1940), дъщеря на херцог Фридрих фон Хабсбург-Тешен. Баща е на: херцог Роберто II (1909 – 1974), починал неженен; Алиса (Аличе, 1917 – 1936), съпруга на херцог Алфонсо ди Калабрия; неомъжените Елизабета (1904 – 1983), Франческа и Кристина. Принц Сикст (Систо), четвъртият син на Роберто I, е офицер в австроунгарската армия и изпълнява дипломатически мисии по време на Първата световна война. Жени се за Едвига дьо Ларошфуко-Дудовил (1896 – 1986), от която има дъщеря Изабела (1922 – 1943), омъжена за граф Роже дьо Ларошфуко д’Естисак.
Ксавие (Северио) (1889 – 1977) петият син на Роберто I, наследява през 1974 г. титлата „херцог на Парма“ от племенника си Роберто II. Сключва брак с Мадлен дьо Бурбон-Бюсе (1898 – 1984) и е баща на: Франсоаз (1928 – 1959), омъжена за принц Едуард Лобковиц; Шарл-Юг (1930 – 2010); Мария-Тереза (1933 – 2020); Сесилия (1935 – 2021); Мария (р. 1937); Сикст-Анри (Систо-Енрике, р. 1940) След смъртта на дон Алфонсо-Карлос де Бурбон (1936) карлистите в Испания, приемат за негов наследник Ксавие, а в наши дни претендент за короната на пиренейската държава е синът ме Сикст-Анри. Херцог Шарл-Юг сключва брак с Ирене, дъщеря на нидерландската кралица Юлиана. Има четири деца: Шарл (р. 1970); жак (р. 1972); Маргарита (р. 1972); Мария-Каролина (р. 1974).
Принц Рене (Ренато, 1894 – 1962) седмият син на херцог Роберто I, взема за съпруга Маргарита (1895 – 1992), дъщеря на датския принц Валдемар Глюксбург. Баща е на: Жак (Джакомо, 1922 – 1964); Анна-Мария (1923 – 2016), омъжена за румънския крал Михай I; Микеле (1926 – 2018); Андрея (1928 – 2011). Жак (Джакомо), първородният от тях има от брака си с графиня Бригита фон Холщайн-Ледребург има трима синове: Филип (р. 1949), женен за Анета Смит; Лорейна (р. 1951); Ален (р. 1955). Микеле, вторият син на принц Рене (Ренато), има пет деца от съпругата си, принцеса Йоланта дьо Брой-Ревел: Инес (1952 – 1981); Ерик (р. 1953), женен за графиня Лидия фон Холщайн-Ледребург; Сибила (р. 1954); Виктория (р. 1957), омъжена за барон Гекмен-Валдек; Шарл-Емануел (р. 1961). Андрея, третият син на принц Рене (Ренато), е баща на три деца от брака си с Марина Гакри: София (р. 1961); астрид (р. 1964) и Аксел (р. 1967).
Лодовико-Карло (1899 – 1967), осмият син на херцог Роберто I, взема за съпруга Мария, дъщеря на италианския крал Виторио-Емануеле III ди Савоя. Негови потомци са: Ги (1940 – 1991); Реми (р. 1942); Шантал (р. 1946), омъжена за Панайотис Скинас; Жан (р. 1961). Принц Ги се жени за Бриджит Пьо-Дювалон и има син Луи (р. 1966). Брат му Реми има от съпругата си Лоранс Дюфрен д’Арганши две деца: Тристан (р. 1974) и Од (р. 1977).
- (1731 – 1736, 1748 – 1765): Филипо I (15.3.1720 – 18.7.1765), син на испанския крал Фелипе V
- (1765 – 1802): Фердинандо I (20.1.1751 – 9.10.1802), син на предходния
- (1817 – 1849): Карло II (Лодовико II) (22.12.1799 – 16.4.1883), внук на Фердинандо I, велик херцог на Тоскана (Карло – Лодовико 1803 – 1807), херцог на Лука (1807 – 1817)
- (1849 – 1854): Карло III (14.1.1823 – 27.3.1854), син на предходния
- (1854 – 1860): Роберто I (9.7.1848 – 16.1.1907), син на предходния[4]

## Велики херцози на Люксембург
На 5 ноември 1919 г. Феликс (Феличе) (1893 – 1970), петият син на пармския херцог Роберто I сключва брак с великата херцогиня на Люксембург Шарлота (1896 – 1985) и става велик херцог-консорт. От този брак се раждат шест деца: Жан I (1921 – 2019); Елизабета (1922 – 2011); Мария-Аделаида (1924 – 2007); Мария-Габриел (1925 – 2023); Шарл (1927 – 1977) и Алиса (1929 – 2019). На 12 ноември 1964 г. великата херцогиня Шарлота абдикира в полза на сина си Жан I (1964 – 2000). Той се жени за Жозефина-Шарлота (1927 – 2005), дъщеря на белгийския крал Леополд III, от която има пет деца: Мария-Астрид (р. 1954); Анри I (р. 1955); Жан (р. 1957); Маргарита (р. 1957) и Гийом (р. 1963).
На 7 октомври 2000 г. Жан I абдикира в полза на сина си Анри I, който е настоящият велик херцог на Люксембург. Анри I се жени за кубинката Мария-Тереза (р. 1956), от която има пет деца: Гийом (р. 1981); Феликс (р. 1984); Луи (р. 1986); Александра (р. 1991) и Себастиан (р. 1992).
- 14.1.1919 – 12.11.1964: Шарлота (23.1.1896 – 9.7.1985)
- 12.11.1964 – 7.10.2000: Жан I (5.1.1921 – 23.4.2019)
- от 7.10.2000: Анри I (р. 16.4.1955)[6]

В Люксембург обаче, вместо рода Бурбон-Парма предпочитат старото име рода Насау (линия по майка).